# فرانك إل. شميت
فرانك إل. شميت (بالإنجليزية: Frank L. Schmidt)‏ هو عالم نفس أمريكي، ولد في 1944.